# Rumex skottsbergii
Rumex skottsbergii är en slideväxtart som beskrevs av O. Degener & I. Degener. Rumex skottsbergii ingår i släktet skräppor, och familjen slideväxter. Inga underarter finns listade i Catalogue of Life.